# Vereniging Spierziekten Nederland
De Vereniging Spierziekten Nederland (VSN) is een belangenvereniging die zich sinds 1967 inzet voor mensen met een spierziekte en hun naaste familieleden. Spierziekten Nederland heeft ongeveer 9000 leden verdeeld over circa 120 verschillende diagnoses. Het hoofdkantoor is gevestigd in Baarn. Er wordt nauw samengewerkt met onder meer neurologen, kinderartsen en revalidatieartsen uit de grote- en academische ziekenhuizen.

## Doelstelling
Spierziekten Nederland heeft een aantal aparte diagnosegroepen gevormd, om mensen met eenzelfde spierziekte, indien mogelijk, met elkaar in contact te brengen en hun gericht te kunnen helpen en adviseren. Daarbij stimuleert Spierziekten Nederland instanties tot het doen van onderzoek naar oorzaken en vinden van mogelijke geneesmiddelen om (progressieve) spierziekten te kunnen genezen of tot stand te brengen.

Voor leden van Spierziekten Nederland is er viermaal per jaar het blad "Contact". Daarnaast worden er voor de verschillende diagnosegroepen regelmatig nieuwsbrieven en brochures gedrukt, waarin de laatste ontwikkelingen op het gebied van onderzoek en eventuele nieuwe ontdekkingen ten gunste van die specifieke groep wordt gemeld. Ook worden vanuit Spieracademie bijeenkomsten georganiseerd, zodat men ook met mensen uit andere diagnosegroepen kennis kan maken, zonder over al te grote afstanden te moeten reizen.
Spierziekten Nederland is hierbij afhankelijk van vele financiers en sponsors zoals het Prinses Beatrix Spierfonds, Spieren voor Spieren, de jaarlijkse actie van sporters, het Johanna Kinderfonds, het VSB-fonds, Fonds PGO, College van Zorgverzekeringen, Nederlandse Stichting voor het Gehandicapte Kind, Stichting Vrienden van de VSN en een subsidie van het ministerie van Volksgezondheid, Welzijn en Sport.
Spierziekten Nederland is lid van de Ieder(in).

## Diagnosegroepen (selectie)
- Amyotrofe laterale sclerose (ALS)
- Progressieve spinale musculaire atrofie (PSMA)
- Ziekte van Duchenne
- Spierdystrofie van Becker
- Hereditaire motorische en sensorische neuropathieën (HMSN)
- Myasthenia gravis (MG)
- Postpoliosyndroom
- Spinale musculaire atrofieën (SMA)